# 老虎部隊
老虎部隊（阿拉伯语：‎，羅馬化：Qawat Al-Nimr）為敘利亞阿拉伯軍陸軍部队轄下的的特種部隊，主要負責叙利亚复兴党政权在敘利亞內戰的攻勢。雖然老虎部隊的作戰成果相當傑出，但由於人數限制，無法同時進行多項攻勢。其正式名稱為「第25特种作战师」。

## 歷史
2013年秋天，蘇赫爾·哈桑上校在拉塔基亞省和哈馬省的軍事行動取得成功後，被叙利亚武装力量中央指派組建及訓練一支以進攻為主要任務的特種部隊。海珊上校挑選了約1000士兵並逐漸演變為老虎部隊。2013年，成功打通了包围网里政府军和援军的后勤补给线，并在后期的运动战中牵制叛军，直至2015年俄罗斯正式介入敘利亞內戰。2015年12月25日，海珊在前一年拒絕了准將軍銜後，被擢升為少将。海珊在2016年的阿勒頗攻勢亦扮演了重要的角色，曾截斷連接當時被反對派占領的阿勒颇的主要后勤補給綫。
此部隊為敘利亞陸軍中少數首先部署T-90主戰坦克的部隊之一，其餘部隊為第四裝甲師和沙漠之鷹旅。

## 构成

### 内部结构
老虎部队有多个介于营与连级的单位组成。比较出名的单位有:
1. 猎豹部队（英语：Cheetah Forces，阿拉伯语：قوات الفهود，拉丁化： Qawat al-Fahoud）。又第3和第6小队组成。目前的指挥官是Shadi Isma'el上校，副指挥官是Luayay Sleitan上校。 第6小队结束Kuweires军事空军基地长达35个月的围困，而第3小队队和沙漠鹰小队队（Liwaa Suqour Al-Sahra）则完成了对东阿勒颇 ISIS包围。

其他公开消息提到的单位有
- Termah Group[6]，是老虎部队的一支老兵部队。在2017年12月在叙利亚在俄罗斯空军的协助下哈马省击溃圣战武装分子。
- Taha Group
- Yarrob Group
- Shaheen Group
- Shabaat Group
- Al Hawarith Group
- Zaydar Group
- Al Shabbour Group
- Al-Komeet Group
- Al-Luyouth Group
- Hayder Group

## 延伸閱讀
- 【人物】指挥阿勒颇之战的叙利亚政府军“老虎师长” （页面存档备份，存于）（新民網，2016-11-16）